# 恐喝 (1963年の映画)
『恐喝』（きょうかつ）は、1963年9月14日に東映系で公開された日本映画。モノクロ。シネマスコープ。91分。

## スタッフ
- 監督：渡辺祐介
- 脚本：田坂啓
- 撮影：坪井誠
- 企画：本田延三郎、渡辺洋一
- 美術：中村修一郎
- 音楽：鏑木創
- 録音：大谷政信
- 照明：森沢淑明
- 編集：鈴木寛
- スチール：遠藤努

## キャスト
- 矢吹輝男：高倉健
- 森川節子：三田佳子
- 石丸宏：安井昌二
- 森川義一郎：加藤嘉
- 佐倉：佐藤慶
- 津村重作：山形勲
- 時枝：小林裕子
- 大谷珠江：三原葉子
- 村山トメ：山本緑
- マツ：桧有子
- 金岡：川合伸旺
- 吾郎：小川守
- 政：日尾孝司
- 安次：須賀良
- 明石：菅沼正
- 室山：ピエール瀬川
- 黒木：泉田洋志
- 東：沢彰謙
- 安西：大東良
- 関：相馬剛三
- 島田：河合絃司
- 石川：杉義一
- 老紳士：坂本武
- 毛利：曾根秀介
- ドラマー：潮健児

## 同時上映
『おれは侍だ 命を賭ける三人』
- 原作：柴田錬三郎 / 脚本：結束信二 / 監督：沢島忠 / 主演：大友柳太郎、里見浩太朗、江原真二郎